# Kari Hautanen
Kari Erkki Hautanen, född 14 juni 1949 i Alajärvi i Södra Österbotten i Finland, är en finländsk företagsledare. Han är verkställande direktör för Suomen Kauppayhtiöt Oy. 
Kari Hautanen tog studenten vid Alajärvi gymnasium 1968. Han har en examen i ekonomi och har disputerat vid Tammerfors universitet.
År 1980 öppnade Hautanen tillsammans med sin fru Arja Hautanen det första Tarjoustalovaruhuset, i Hyvinge. 
År 2003 fusionerades  Säästötalo Robinhood och Maxi-Makasiini (ägda av Eliisa och Seppo Saastamoinen) med Tarjoustalo (ägt av familjen Hautanen). Det nya företaget fick heta Tarjousmaxi. Efter fusionen ägde familjen Hautanen och familjen Saastamoinen vardera 50 procent av företaget. Åren 2005 och 2006 köptes Tarjousmaxi och flera andra finländska lågprisbutiker av Tokmanni, som 2015 döpte om alla sina butiker till Tokmanni.
Kari Hautanen äger också den största delen av köpcentret Tuulonen i Tavastehus genom Suomen Kauppayhtiöt Oy.
År 2010 utnämnde Finskhetsförbundet Hautanen till hedersmedlem. Han har också redigerat Finskhetsförbundets bok "Itämaasta itsenäisyyteen".